# Wieża Birkirkara
Wieża Birkirkara (malt. Torri ta' Birkirkara, ang. Birkirkara Tower), znana też jako Wieża Għar il-Ġobon (malt. Torri ta' Għar il-Ġobon, ang. Għar il-Ġobon Tower) jest to wieża w Birkirkara na Malcie. Data jej budowy nie jest znana, lecz w przybliżeniu określa się ją na połowę lub późny wiek XVI.

## Historia
Wieża została zbudowana w głębi wyspy we wczesnym okresie rządów Zakonu św. Jana. W XVII wieku została wzmocniona zbudowaniem wieży Tal-Wejter, w celu lepszego komunikowania się z Florianą.
Wieża została wpisana na Antiquities List 1925. Posiada status zabytku narodowego klasy 1, nadany przez Malta Environment and Planning Authority, jest również umieszczona na liście National Inventory of the Cultural Property of the Maltese Islands.

## Wygląd wieży

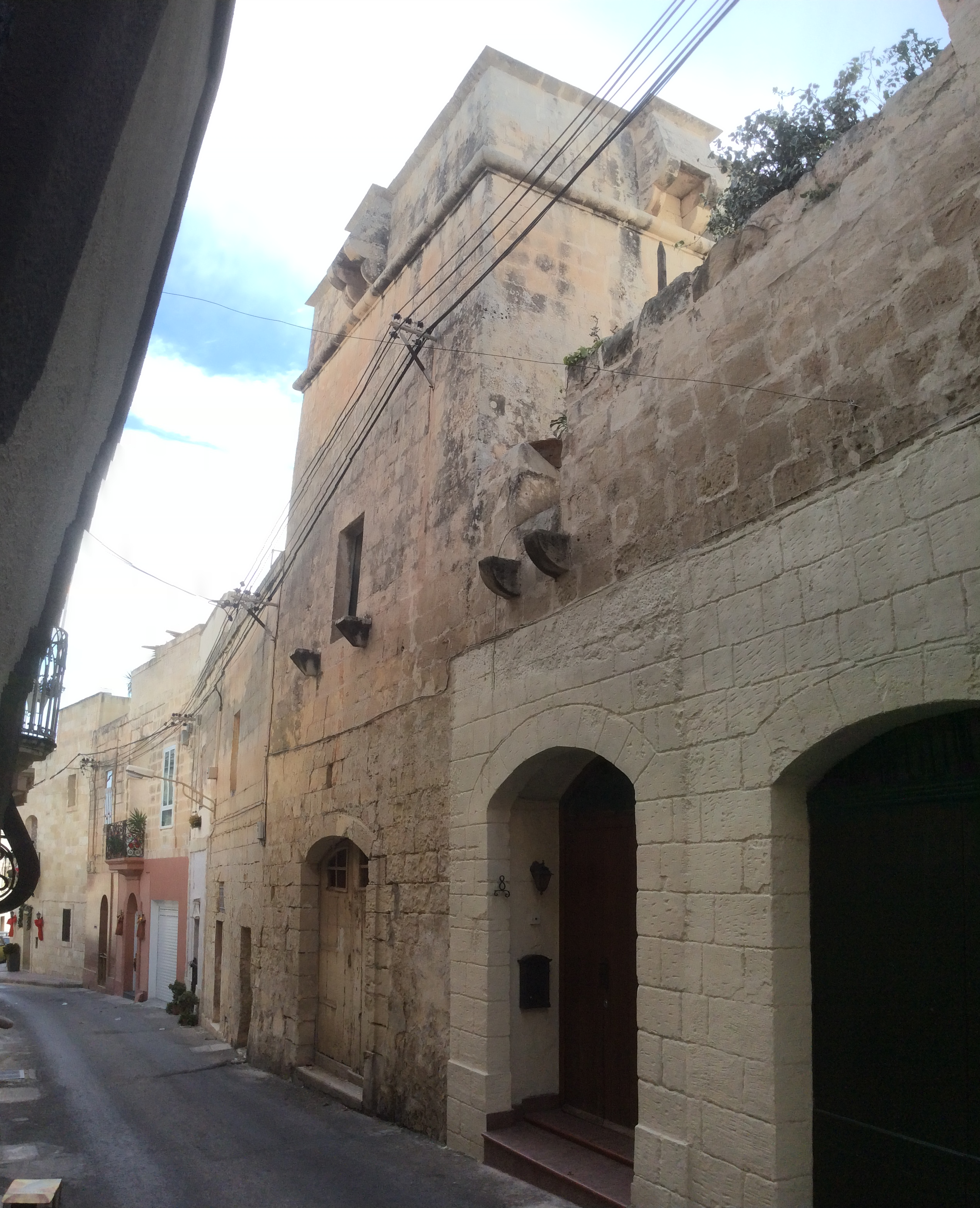
Widok wieży z Għar il-Ġobon Street

Wieża Birkirkara zbudowana jest na planie kwadratu, jej dach otoczony jest przez wysoki mur z parapetem. W tym ostatnim znajdują się machikuły - po dwie z prawej i lewej strony wieży, oraz po jednej z frontu i od tyłu.